# Самюъл Уайт Бейкър
Самюъл Уайт Бейкър (на английски: Samuel White Baker) е английски изследовател, офицер, естественик, инженер и радетел за премахване на смъртното наказание, генерал-майор в Османската империя и Египет.

## Ранни години (1821 – 1842)
Роден е на 8 юни 1821 година в Лондон, Великобритания, в богато търговско семейство. Неговият баща, Самюъл Бейкър старши, е търговец на захар, банкер и собственик на кораби. Младият Самюъл Бейкър започва образованието си в частно училище в Ротингдин, след това в колеж (1833 – 1835), отново в частно училище в Тотнъм (1838 – 1840) и през 1841 завършва обучението си във Франкфурт на Майн, Германия, където получава магистърска степен за строителен инженер. По време на следването си той участва в проектирането и строителството на железопътни линии, мостове и други съоръжения в Югоизточна Румъния – Добруджа. През 1842 започва работа в лондонската кантора на баща си.

## Семейство, кариера и пътешествия (1843 – 1860)
През август 1843 той се жени за първата си съпруга, с която се премества на остров Мавриций, за да контролира плантациите на своето семейството. След две годишно пребиваване в Мавриций желанието му за пътуване взема връх и през 1846 се установява в Цейлон (Шри Ланка), където през следващата година основава планински здравен център и се отдава на своята страст – лова. По време на пребиваването си в Цейлон пише и публикува през 1853 първата си книга, касаеща ловните му експедиции в Цейлон. След дванадесет години брак жена му почива от коремен тиф през 1855, оставяйки Самюъл вдовец на 34-годишна възраст. Заедно с четирите си невръстни дъщери Самюъл се връща в Лондон, за да е близо до роднините си. Уседналият начин на живот обаче не е по вкуса му. Първо прави опит да се присъедини към експедицията на д-р Дейвид Ливингстън в Африка. След като кандидатурата му е отхвърлена от Кралското географско дружество, Бейкър предприема пътуване до Цариград и Крим и през 1856 заминава за Констанца, Румъния, където ръководи строежа на жп мостове в Добруджа, свързващи Дунав с Черно море, проектирани от английската компания „Картър и ко“. След завършването на строителството пътешества няколко месеца в Югоизточна Европа и Мала Азия.
През 1858 – 1859 Бейкър предприема ловна експедиция в Централна Европа и Балканите през Франкфурт на Майн, Берлин, Виена и Будапеща. От Будапеща той продължава пътуването си по Дунав до Видин, където случайно се натъква на пазар на роби. Бейкър е впечатлен от красива русокоса 18-годишна робиня – унгарка, на име Флоранс, която е предназначена за пашата на Видин. На провелия се търг той наддава за нея, но пашата дава по-голяма сума и я получава. Това развитие на нещата подтиква Бейкър да организира отвличането на девойката, заедно с която избягват в Букурещ и в крайна сметка тя му става любовница, а по късно, през 1865 и съпруга, която го придружава във всичките му по-нататъшни експедиции.

## Експедиция в Централна Африка (1861 – 1873)
През март 1861 започва четиригодишната експедиционна дейност на Бейкър в Централна Африка, целта на която е откриването на изворите на Нил и донесла му заслужена слава за откритията направени от него.
През април 1861, възглавявания от Бейкър отряд, от Кайро се изкачва по Нил до устието на десния ѝ приток река Атбара. По нея, и по десния ѝ приток река Сетит (Таказе) се изкачва до Етиопската планинска земя. Оттам продължава на югозапад, преминава през областта на горното течение на Атбара към реките Рахад и Диндер (десни притоци на Бахр ал Азрак) и по Бахр ал Азрак се спуска до Хартум.
През декември 1862 плава нагоре по река Бели Нил до Гондокоро (Джуба), където пристига две седмици преди идването на Джон Хенинг Спик и Джеймс Огъстъс Грант. Той посреща пътешествениците с възторг и искрено ги поздравява с успешно изпълнената задача – откриване на изворите на Нил, въпреки че вътрешно е с понижено самочувствие, че проблема с изворите на Нил е разрешен без негово участие. Двамата знаменити пътешественици снабдяват Бейкър с копия от съставените от тях карти и го посъветват да се заеме с изследването на басейна на река Виктория-Нил, в който по сведения на местното население има голямо езеро.
На 26 март 1863 експедицията тръгва от Гондокоро на югоизток към планината Лотуке (3187 м), където са проведени мащабни изследвания по време на принудителното задържане, поради дъждовния сезон. Едва в началото на януари 1864 от Лотуке Бейкър и неговите спътници се отправят на юг, пресичат река Асва (десен приток на Бели Нил) и на 22 януари достигат до река Виктория-Нил, недалеч от водопадите Карума. Там Бейкър и жена му установяват дружески отношения с местния владетел и с негова помощ и разрешение продължават на запад през заблатената долина на река Кафу. По време на прехода Флоранс заболява и едва се спасява от смърт. След трудния преход на 18 март открива езерото Алберт (5600 км2) и на запад от него Сините планини (2444 м). Изследва източното крайбрежие на езерото и в североизточната му част открива устието на Виктория-Нил и „извора“ на Бели Нил. Изследва долното течение на Виктория-Нил от устието ѝ до водопадите Карума. На 30 км от устието ѝ открива 40-метровия водопад Мърчисън. През ноември 1864 експедицията поема обратния път, през май 1865 се завръща в Хартум, а през октомври – в Англия.
Като признание за постиженията му Кралското географско дружество му присъжда златен медал. Подобно признание му е засвидетелствано и от Парижкото географско дружество. През август 1866 е посветен в рицарство. През същата година публикува големия труд „The Albert N'Yanza Great Basin Of The Nile; And Exploration Of The Nile Sources“, посветен на шестгодишното му пътуване в Централна Африка.

## Административна дейност (1869 – 1873)
През 1869 пътува с крал Едуард VII (който по това време е все още принц на Уелс) в Египет. През същата година, по искане на управителя на Судан (по това време част от територията на днешен Судан е в пределите на Османската империя) Бейкър възглавява военна експедиция в Южен Судан, с цел премахване на търговията с роби, откриването на нови възможности за търговия и присъединяване на тези райони към територията на Египет. Преди тръгването си от Кайро с 1700 египетски войници, много от тях бивши затворници, той получава чин паша и генерал-майор в османската армия. Жена му, както и преди отново го придружава в поредната му експедиция. При пристигането му управителят на Судан го назначава за генерал-губернатор на новата Екваториална провинция, която длъжност той изпълнява в продължение на четири години до 1873. По време на управлението си освен с политическа дейност, макар и много по-слабо се занимава и с изследване на течението и част от басейна на река Бели Нил, главно през 1870 – 1871.

## Последни години (1873 – 1893)
След завръщането си от Судан Бейкър се отдава на писателска дейност. Публикува няколко книги за проведените от него експедиции. През 1879 посещава Кипър, прекарва няколко зими в Египет, пътува до Индия, Скалистите планини и Япония, като по време на всичките си тези пътешествия се отдава на любимото си занимание – лова.
През ноември 1874 той и жена му закупуват имот в Нютън Абът, Англия, където на 30 декември 1893 година умира след сърдечен пристъп на 71-годишна възраст.

## Трудове
- The Rifle And Hound In Ceylon. (1853)
- Eight Years' Wanderings In Ceylon. (1855)
- The Albert N'Yanza Great Basin Of The Nile; And Exploration Of The Nile Sources. (1866)
- The Nile Tributaries Of Abyssinia; And The Sword Of Hamran Arabs. (1867)
- Cast Up By The Sea Or The Adventures Of Ned Grey, A Book For Boys. (1869)
- Ismailia – A Narrative Of The Expedition To Central Africa For The Suppression Of Slave Trade, Organised By Ismail, Khadive Of Egypt. (1874)
- Cyprus As I Saw It In 1879 (1879)
- In The Heart Of Africa. (1886)
- Wild Beasts And Their Ways, Reminescenses Of Europe, Asia, Africa And America. (1890)
- True Tales For My Grandsons. (1891)